# Groupe féministe socialiste
Le Groupe féministe socialiste (GFS) est fondé en 1899 par Louise Saumoneau et Élisabeth Renaud, toutes deux ouvrières socialistes qui souhaitaient apporter le féminisme à la classe ouvrière en France. Le mouvement socialiste et le mouvement féministe existaient tous les deux, mais avaient peu de chevauchement.

## Histoire
Le Groupe féministe socialiste est fondé en juillet 1899 par trois ouvrières et une institutrice et dure jusqu'en 1902. Son échec relatif mène  cependant à la formation ultérieure du Groupe des femmes socialistes.
Plus de quatre millions de femmes françaises travaillaient à l'extérieur de leur foyer dans des travaux non agricoles au tournant du siècle, mais elles manquaient de représentation ou d'organisation.  Le Groupe féministe socialiste espérait offrir un espace de représentation pour les femmes de la classe ouvrière.
Le manifeste original du GFS déclarait vouloir mettre fin à « la double oppression des femmes, exploitées à grande échelle par le capitalisme, soumises aux hommes par les lois et surtout par les préjugés ».
Le GFS a rapidement gagné en popularité, mais a souffert du désintérêt des hommes socialistes ainsi que des conflits de classe entre les féministes bourgeoises et prolétariennes.
La suggestion en 1900 lors d'une convention que le personnel domestique d'une journée de repos complète par semaine, pratique déjà en vigueur dans l'industrie Un exemple de  ce conflit de classes sociales est emblématique de ce conflit de classe. Les féministes bourgeoises hésitent à l'accorder, démontrant que si elles étaient suffisamment humanistes pour accepter le principe de telles réformes, elles ne les soutenaient pas lorsque ces réformes remettaient en cause leurs propres trains de vie.
Le GFS a connu des conflits entre ses deux fondatrices, qui avaient des vues différentes depuis le début. Les objectifs d'Élisabeth Renaud étaient conciliants; elle espérait combler le fossé entre le socialisme et le féminisme bourgeois. Louise Saumoneau, en revanche, n'appréciait pas les féministes bourgeoises, estimant qu'elles étaient irrévocablement déconnectées des réalités de la classe ouvrière.
En 1902, Renaud quitte le parti, laissant la direction à Saumoneau diriger le parti. Le GFS a survécu jusqu'en 1905, lorsque les différents groupes socialistes existant en France se sont unifiés, laissant le GFS en dehors de la nouvelle Section Française de L'Internationale Ouvrière. Cela, combiné à la position intransigeante de Saumoneau, a sonné le glas du GFS.